# 礼和洋行青岛分行
36°03′44.5″N 120°18′39″E / 36.062361°N 120.31083°E
礼和洋行青岛分行，为德商礼和洋行在青岛设立的分支机构，其办公楼旧址位于中国山东省青岛市市南区太平路41-43号，建于1900年，现为市南区一般不可移动文物。

## 历史
礼和洋行（Carlowitz & Co.）青岛分行设立于1898年，1900年在威廉皇帝海岸（Kaiser-Wilhelm-Ufer，今太平路）建设了办公楼等建筑。礼和洋行在青岛主要经营进出口代理、航运代理、木材贸易。1914年日军占领青岛后，礼和洋行地产被日本当局没收。1931年，礼和洋行在青岛重新开设分支机构，曾设于吴淞路。太平路原礼和洋行办公楼抗战时期曾为日伪“新民会”青岛分会所在地，另有资料称该建筑此时曾为东京建物株式会社青岛出张所。1945年抗战结束后该建筑为国民政府所接收。1950年，太平路小学分校在此设立，次年独立为河南路小学。1998年，河南路小学因火车站周边改造而撤销。2000年该建筑以“礼和商业大楼旧址”之名列入第一批青岛市历史优秀建筑名单。2000年代初，该建筑曾为一所私立幼儿园所使用。现为商业楼，为多家商户所使用。2012年11月6日，该建筑列入市南区未核定为文物保护单位的不可移动文物（一般不可移动文物）名录。礼和洋行青岛分行旧址为太平路、兰山路一带保存至今的唯一一栋洋行建筑。

## 建筑特色
礼和洋行青岛分行旧址建筑面积1513.09平方米，地上二层，有地下室和阁楼，为砖石木结构。花岗岩砌基，墙面原为砖砌，后改为多孔沙浆抹面。正立面中轴对称，主入口位于中央，主入口上方二层原为露台，现已封闭为房间，左右两翼檐口起山墙，屋顶为红瓦歇山顶。建筑朝南一侧原为敞廊，后封闭为拱窗。

## 图集
- 约1900年的太平路西段，左侧可见尚未建成的礼和洋行
- 1900年代初的太平路西段，右起第二栋建筑为礼和洋行，其右侧二层建筑为禅臣洋行青岛分行最初的办公楼
- 礼和洋行旧影
- 礼和洋行旧址今貌